# Thoddoo
Thoddoo är en ö i Maldiverna. Det är den enda ön i Thoddooatollen. Den ligger i den norra delen av landet, 70 km väster om huvudstaden Malé.  Den tillhör den administrativa atollen Alif Alif. 

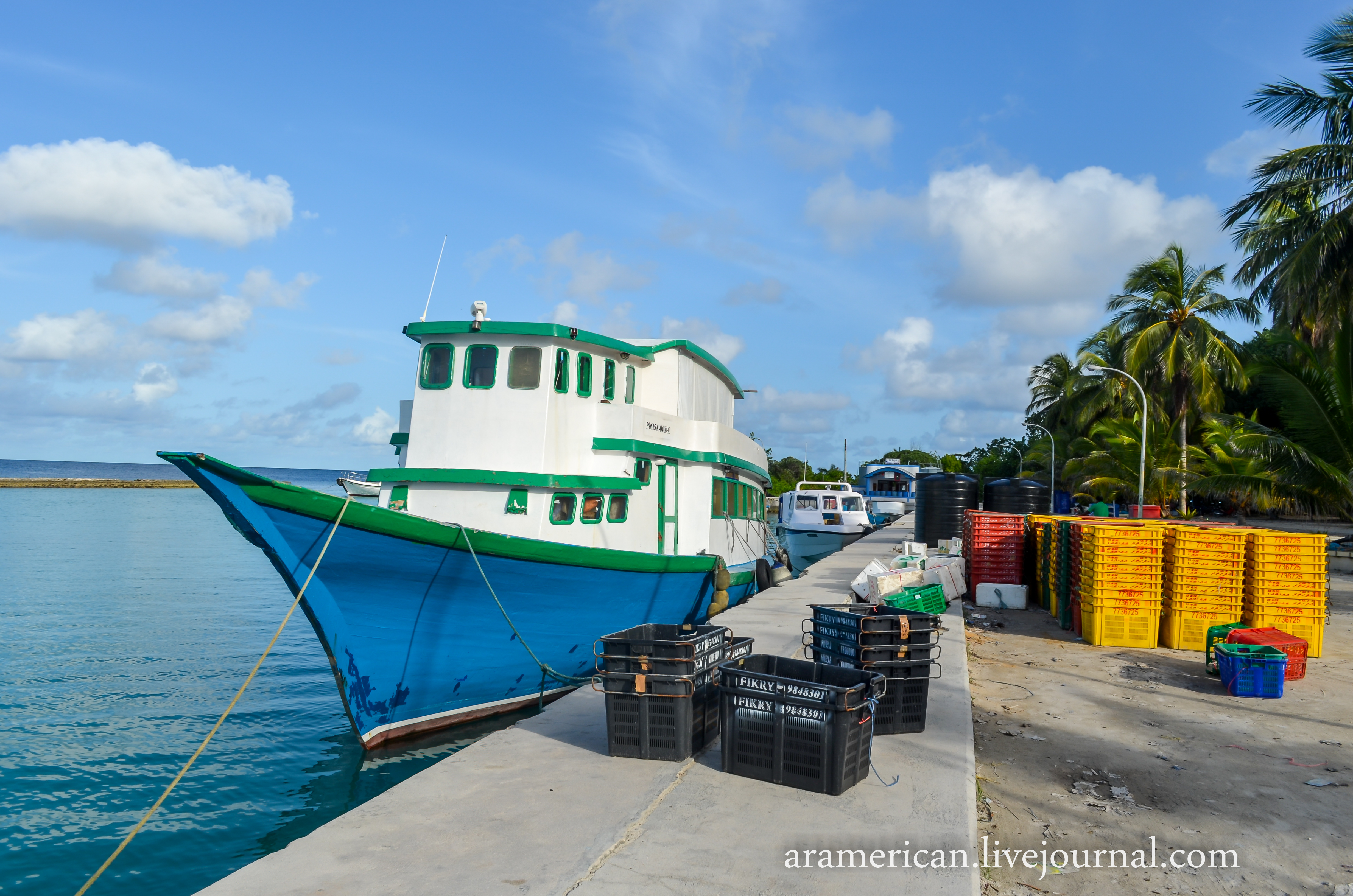
Thoddoo